# Maquiavélico (canción de Canserbero)
«Maquiavélico» es una canción del rapero venezolano Canserbero, publicada como el segundo sencillo de su álbum Muerte. De manera independiente, la publicó el 1 de marzo de 2013. Fue compuesta por Canserbero y producida por el DJ KPU. 
El tema recibió la apreciación de los críticos. Además, ingresó a los cuarenta primeros puestos de lista en países como Ecuador, Perú, Argentina, Chile, entre otros.

## Composición
La canción trata del final de una relación y de cómo una persona se enfrenta a un desamor. El tema fue inspirado en la película dirigida por Michel Gondry y escrita por Charlie Kaufman, Eterno resplandor de una mente sin recuerdos, una historia de dos personas que se conocieron y que luego de vivir una historia juntos deciden borrarse gracias a una máquina borra memorias.

## Personal
- Canserbero: voz y composición.
- Afromack: instrumental.